# Жјар на Хрону
Жјар на Хрону (слч. Žiar nad Hronom, мађ. Garamszentkereszt), је град у Банскобистричком крају у средишњој Словачкој, а средиште је и истоименог округа.
Жјар на Хрону сместио се на реци Хрон, 40 км од Банске Бистрице и 170 км од Братиславе. 

## Историја
Град се први пут спомиње 1075. у записима Бенедиктинаца. Прво име града је било Cristur, а спомиње се 1237. Статус града добио је 1246. Град је до 1955. носио назив Svätý Kríž nad Hronom (Свети Крст на Хрону) када је име промењено у Žiar nad Hronom (Жјар на Хрону).

## Становништво
| Година:    | 1994.  | 2004.   | 2014.   | 2024.    |
| ---------- | ------ | ------- | ------- | -------- |
| Број људи: | 20 261 | 19 718  | 19 558  | 16 677   |
| Разлика:   |        | -2,68 % | -0,81 % | -14,73 % |

| Година:    | 2023.  | 2024.   |
| ---------- | ------ | ------- |
| Број људи: | 16 879 | 16 677  |
| Разлика:   |        | -1,19 % |

Према попису становништа из 2001. град је имао 19.945 становника.
Етнички састав:
- Словаци - 94.27%
- Роми - 1,97%
- Чеси - 0,95%
- Мађари - 0,69%
- остали.

Верски састав:
- римокатолици - 62,07%
- атеисти - 25,54%
- лутеранци - 3,19%
- остали.

## Градови пријатељи
Град Жјар нан Хрону је побратимљен или има неки вид сарадње са:
- Свитави, Чешка